# Pseudocraspedosoma grypischium
Pseudocraspedosoma grypischium är en mångfotingart som först beskrevs av Rothenbühler 1900.  Pseudocraspedosoma grypischium ingår i släktet Pseudocraspedosoma och familjen Neoatractosomatidae. Inga underarter finns listade i Catalogue of Life.